# Lucía Haristoy
Lucía Haristoy Charnay (Concepción, 1986) es una artista visual cuyo lenguaje fundamental es la pintura. Sin embargo, también explora en lo escultórico y en la creación de objetos tridimensionales. Reconocida por su lenguaje figurativo, su paleta de colores, y la atención a los soportes, Lucía, además, complementa su práctica desarrollando talleres y procesos de formación para futuros/as pintores/as.

## Biografía y trayectoria
Su investigación pictórica parte a los 13 años de edad, cuando en etapa escolar se encuentra con la Pintura en un Taller extra programático a cargo del profesor César Miller el año 1999. Ese mismo año ingresa a la academia de Pintura de Alexander Afanasiev, en la que estuvo 3 años. Luego ingresa a la carrera de Artes Visuales, el año 2006) en la Universidad de Concepción. Su proyecto artístico ha circulado a nivel nacional e internacional, principalmente, a través de la potencia de las plataformas digitales, canal que ha sido fundamental en su proyección. Ha realizado clases de Pintura desde el año 2006, hasta la actualidad, enseñando principalmente Acrílico, Óleo y Acuarela a niños, adolescentes, adultos y personas mayores. En torno a la pintura, y complementado su trabajo, desde el año 2002 Lucía ha emprendido un cruce disciplinario con músicos/as de la región, así como con proyectos editoriales locales. Por ejemplo, elabora las carátulas de los discos “Bajo la rueda” (2002), “Nueve” (2015) y SOMBRAS/REFLEJOS/INVISIBILIDAD(2017) del cantautor Cantáreman. De álbum EP (2015) de TRAVENTUN y para “El árbol”, de Felipe Schuster (2018). Ilustra la portada de la Revista RUDA, número 19 del año 2018 y elabora máscaras para los videos de Niño Cohete (2013) y Cantáreman (2012); y para Inarbolece y Dulce y Agraz, el año 2016. También crea la propuesta artística para el Festival Internacional de Cine Biobío Cine, los años 2014 y 2015. Actualmente, ha incorporado a su trabajo la ilustración, desarrollando proyectos editoriales como “Gatos siderales para colorear”.

## Obra

Obra: Canalización de la gata blanca

Las técnicas del lenguaje pictórico son para Lucía, expresiones indisciplinadas que en el hacer/pensar le permiten desmontar aquellos grandes relatos de la historia moderna. Con un trabajo figurativo, que no le define completamente, pues puede derivar en lo abstracto; construye imágenes, tanto en tela como objetos, que son parte de una narrativa mayor. Un universo de imágenes, tiempos, espacios, objetos, especies animales y botánicas, seres diversos, coexisten de forma indeterminada y libre. “La libertad es algo importante en mi trabajo”, explica en entrevista para RAV (Archivo digital de las artistas visuales de Concepción). Todo este imaginario, presente en cada uno de sus procesos pictóricos, busca develar relatos cargados de erotismo (sobre todo en su obra primera), que tensionan las categorías de género y proponen una nueva relación con la obra como un objeto de deseo. En ese contexto, busca poner especial atención en los soportes, dotándolos de nuevos sentidos y experimentando nuevos formatos que permitan escapar a lo bidimensional.
La espiritualidad es un elemento relevante en su trabajo, la influencia de esta queda en evidencia en la selección de la paleta de colores y temáticas. A una primera etapa de su obra (1999 -2011) corresponden la exposición “El Peso de la Noche” (2011), proceso que va de la mano con experiencias relacionadas con su salud, cuya mejoría impactan, luego, en el uso de colores más encendidos, mismos que definen hoy su obra. A partir del año 2011, efectivamente, comienza una nueva etapa, donde relee el concepto de obra y lo releva como objeto fetiche y pieza única. Hacia el 2015, además, pone mayor énfasis, también, en los discursos y mensajes que desea transmitir a través de la pintura. Esta toma de posición frente a su trabajo, se corresponde con un alejamiento de los formatos expositivos convencionales para dar mayor énfasis a los formatos expositivos más libres y masivos como las plataformas virtuales, redes sociales, fotos y registros audiovisuales. Las obras de los años 2016 y 2017, como “Canalización de la gata blanca” y “Sueño en el viaje”, son un buen ejemplo de este último proceso. También el Mural “Ánima Milagrosa”, en homenaje a la santa popular de Concepción Petronila Neira. “Es muy interesante todo lo que ocurre en torno a la figura de Petronila, es una Santa de devoción popular pagana, muy conocida por sus milagros, sobre todo en las personas más antiguas de Concepción. Fue un femicidio brutal, que finalizó la vida de una mujer muy normal y humilde. Pudo ser cualquier mujer, siento que nos representa a todas de cierta manera, a todo el abuso histórico que hay hacia las mujeres, algo que hay que seguir sanando todos/as juntos/as” explica en entrevista para Experimental Lunch.
El mural "Cambio de Piel", hecho en Boca Sur, San Pedro de la Paz, Chile.Corresponde a un mural realizado en un centro de rehabilitación de alcohólicos, esta es una de sus obras más recientes (diciembre, 2018).

## Exposiciones Individuales
- “Ánima de los Deseos” en Galería Zaguán, Concepción, septiembre de 2014
- “El Peso de la Noche” Galería de Arte Del Aire Arteria, Concepción, noviembre de 2011
- Mural ESPÍRITU FELINO SIDERAL EN EL PORTAL VEGETAL en Color Local, marzo de 2018, Concepción, Chile
- Mural SER VEGETAL en Rendibu, agosto de 2017, Concepción, Chile
- Mural PATRIMONIO MÁGICO en homenaje a Petronila Neira Santa Popular, Cementerio general de Concepción, 2016 , Chile.

## Exposiciones Colectivas
- “Parasitos de Luz en el entorno Pictórico” Biblioteca Viva mirador BioBio, abril de 2017, Concepción, Chile
- “Tres miradas de un yo” Karen Von knorring, María Soledad Gonzales y Lucía Haristoy, Curatoría Rodrigo Piracés Sala de exposiciones Biblioteca Viva mirador BioBio, marzo de 2016, Concepción/ Chile
- WHO CAN I BE NOW Exposición en homenaje a David Bowie en Galería de Arte Po-mo, distrito de Arte, febrero de 2016, Buenos Aires, Argentina
- “Trabajo de Taller” Biblioteca Viva mirador BioBio, marco 2015, Concepción/Chile
- “XI Bienal Internacional de la Acuarela” Museo Nacional de la Acuarela” Alfredo Guati Rojo” Ciudad de México, diciembre 2014 a febrero de 2015, México
- “Expo Barajas” Arte Contemporáneo Penquista, Galería Zaguán, Concepción, octubre de 2014.
- “Pintando el Patrimonio del Cementerio General de Concepción” Biblioteca Municipal, Concepción, Chile, agosto de 2014
- “Confluencias” Exposición Colectiva de la Corporación de Acuarelistas de Chile, Galería Marina, Concepción Chile, julio de 2014
- “Pintando el Patrimonio del Cementerio General de Concepción” Galería Marina, casino Marina del Sol, Concepción, Chile, mayo de 2014.
- “18 Pintores unidos por la acuarela” primera Exposición Colectiva de la Corporación de Acuarelistas de Chile sala de exposiciones instituto Chileno Norteamericano de Cultura, Concepción, Chile, abril de 2014.
- “EXPERIMENTA” Exposición colectiva en galería de arte oOps, Avenida Italia, providencia, Santiago chile, marzo de 2014
- “AUTOMATA” Exposición colectiva en galería de arte oOps, Avenida Italia, providencia, Santiago chile, noviembre de 2013
- “Acuarela, Muestra Colectiva” Exposición colectiva agrupación de acuarelistas Aula Magna, Concepción Chile, octubre de 2013.
- “Tercer Aniversario” Exposición colectiva agrupación de acuarelistas sala Federico Ramírez Sepúlveda, Concepción Chile, julio de 2013
- “AUTOMATA” Exposición colectiva en galería de arte oOps, Avenida Italia, providencia, Santiago chile, junio de 2013
- “Pintura X 3 Exposición Colectiva de José Fernández, Caterina Oxley y Lucía Haristoy, sala de exposiciones instituto Chileno Norteamericano de Cultura, Concepción, Chile, noviembre de 2012
- “Bio Bio Art and Wine” ,Galería Marina, casino Marina del Sol, Concepción, Chile, octubre de 2012
- “Acuarelas” exposición agrupación de acuarelistas, Pabellón 83, Lota, Chile, octubre de 2012
- “Pintando Lota 2012" Museo de Historia Natural, Concepción, Chile, agosto de 2012
- “Pintando Lota 2012" MAC de Traiguén, Chile, agosto de 2012
- “Segundo Aniversario” exposición Agrupación de Acuarelistas sala de exposiciones instituto Chileno Norteamericano de Cultura, Concepción, Chile, junio de 2012
- “Pintando Lota 2012" Sala Universidad de Concepción sede los Ángeles, Chile, junio de 2012
- “Paseantes Epifanicos” Exposición Colectiva, José Fernández, Caterina Oxley y Lucía Haristoy, abril de 2012 en Del Aire Arteria, Concepción Chile.
- “Pintando Lota 2012, Galería Marina, casino Marina del Sol, marzo de 2012. Concepción Chile
- “Pintando Lota 2012, Centro Cultural Pabellón 83, febrero de 2012, Lota, Chile.
- “Primer Aniversario” primera exposición Agrupación de Acuarelistas Aula Magna ,junio de 2011, Concepción Chile.
- “Medio contraste” Centro cultural Balmaceda Arte joven, diciembre de 2010, Concepción Chile.
- “Pinturas y Grabados”, Facultad de Ingeniería, Universidad de Concepción, julio de 2010, Concepción, Chile.
- “Pintura y Escultura”, Facultad de Medicina Universidad de Concepción, noviembre de 2008. Concepción, Chile
- “Producción 2008”, Pinacoteca Universidad de Concepción, julio de 2008. Concepción, Chile.
- “Chiloé Pincel Mágico”, Casa Parroquial de Chonchi, julio de 2003. Chiloé, Chile.
- “Muestra Pictórica Academia de Arte Sacha” sala “Pedro Luna” mayo de 2001. Los Ángeles, Chile.